# Suéter
Suéter (deutsch: Pullover) war eine Pop-Rock- und New-Wave-Band, die 1981 in Buenos Aires, Argentinien gegründet und im Dezember 2007 aufgelöst wurde.
Die Band hat fünf LPs mit Hits aus den 1980er Jahren veröffentlicht, und ihre bekanntesten Songs sind „Amanece en la Ruta“, „Vía México“, „El Anda Diciendo“, „Su Única Diferencia“ und „Extraño Ser“.

## Diskografie

### Studioalben
- 1982: Suéter: La reserva moral de Occidente
- 1984: Lluvia de gallinas
- 1985: 20 caras bonitas
- 1987: Misión ciudadano 1
- 1995: Suéter 5

### Kompilationsalben
- 1988: Suéter Completo
- 1997: Elefantes en el techo